# Wesley John
Wesley John (Kingstown, San Vicente y las Granadinas, 4 de octubre de 1976) es un exfutbolista de San Vicente y las Granadinas que jugaba en la posición de defensa.

## Carrera

### Club
| Periodo   | Club                |
| --------- | ------------------- |
| 1995-1996 | Rodox United        |
| 1996-2000 | AD Sanjoanense      |
| 2000-2001 | Leça FC             |
| 2001-2003 | FC Felgueiras       |
| 2003-2004 | FC Lixa             |
| 2004-2005 | FC Felgueiras       |
| 2005-2006 | Dragões Sandinenses |
| 2006-2014 | CD Portosantense    |
| 2014-2016 | CD Ribeira Brava    |
| 2016-2018 | AD Porto la Cruz    |
| 2018-2019 | CD Ribeira Brava    |

### Selección nacional
Jugó para San Vicente y las Granadinas en 32 ocasiones de 1995 a 2007 y anotó cuatro goles; participó en la Copa de Oro de la Concacaf 1996 y en cuatro eliminatorias de clasificación para la Copa Mundial de Fútbol.
| #  | Fecha                    | Sede                                                        | Rival       | Resultado | Evento                  |
| -- | ------------------------ | ----------------------------------------------------------- | ----------- | --------- | ----------------------- |
| 1. | 1 de mayo de 1995        | Arnos Vale Stadium, Kingstown, San Vicente y las Granadinas | Montserrat  | 9-0       | Copa del Caribe de 1995 |
| 2. | 13 de noviembre de 2004  | Arnos Vale Stadium, Kingstown, San Vicente y las Granadinas | Granada     | 6-2       | Amistoso                |
| 3. | 29 de septiembre de 2006 | Independence Park, Kingston, Jamaica                        | Jamaica     | 2-1       | Copa del Caribe de 2007 |
| 4. | 1 de octubre de 2006     | Independence Park, Kingston, Jamaica                        | Santa Lucía | 8-0       | Copa del Caribe de 2007 |